# Eastwood (Essex)
Eastwood è un paese di 9 332 abitanti della contea dell'Essex, in Inghilterra.